# Грисвуд (Коннектикут)
Грисвуд (англ. Griswold) — місто (англ. town) в США, в окрузі Нью-Лондон штату Коннектикут. Населення — 11 402 особи (2020).

## Демографія
Згідно з переписом 2010 року, у місті мешкала 11 951 особа в 4646 домогосподарствах у складі 3225 родин. Було 5118 помешкань
Расовий склад населення:
| - 91,6 % — білих - 2,2 % — азіатів - 1,8 % — чорних або афроамериканців - 0,9 % — корінних американців |

До двох чи більше рас належало 2,8 %. Частка іспаномовних становила 3,3 % від усіх жителів.
За віковим діапазоном населення розподілялося таким чином: 22,9 % — особи молодші 18 років, 66,4 % — особи у віці 18—64 років, 10,7 % — особи у віці 65 років та старші. Медіана віку мешканця становила 39,6 року. На 100 осіб жіночої статі у місті припадало 99,8 чоловіків;  на 100 жінок у віці від 18 років та старших — 97,8 чоловіків також старших 18 років.
Середній дохід на одне домашнє господарство  становив 81 456 доларів США (медіана — 60 521), а середній дохід на одну сім'ю — 94 414 долари (медіана — 67 212). Медіана доходів становила 54 278 доларів для чоловіків та 40 349 доларів для жінок. За межею бідності перебувало 9,5 % осіб, у тому числі 14,5 % дітей у віці до 18 років та 2,4 % осіб у віці 65 років та старших.
Цивільне працевлаштоване населення становило 5963 особи. Основні галузі зайнятості: освіта, охорона здоров'я та соціальна допомога — 22,0 %, роздрібна торгівля — 15,1 %, мистецтво, розваги та відпочинок — 15,0 %.